# A Ferencvárosi TC 1967-es szezonja
A Ferencvárosi TC 1967-es szezonja szócikk a Ferencvárosi TC első számú férfi labdarúgócsapatának egy szezonjáról szól, mely összességében és sorozatban a 66. idénye volt a csapatnak a magyar első osztályban. A klub fennállásának ekkor volt a 68. évfordulója.

## Mérkőzések
| Színmagyarázat | Színmagyarázat |
| -------------- | -------------- |
|                | Győzelem.      |
|                | Döntetlen.     |
|                | Vereség.       |

### Vásárvárosok kupája 1966–67
3. forduló
(előzményét lásd az 1966-os szezonnál)
| 1967. február 21. |

| Eintracht Frankfurt             | 4 – 1               | Ferencváros |
| ------------------------------- | ------------------- | ----------- |
| Lotz 4' Abbé 9' 68' Huberts 86' | (2 – 1) Jegyzőkönyv | Albert 45'  |

| Waldstadion, Frankfurt Nézőszám: 7 500 |

| 1967. február 28. |

| Ferencváros                    | 2 – 1               | Eintracht Frankfurt |
| ------------------------------ | ------------------- | ------------------- |
| Rákosi 5' Novák 61' (11-esből) | (1 – 1) Jegyzőkönyv | Huberts 10'         |

| Népstadion, Budapest Nézőszám: 25 000 |

### Vásárvárosok kupája 1967–68
1. forduló
| 1967. szeptember 20. 15:15 |

| Argeș Pitești                  | 3 – 1               | Ferencváros          |
| ------------------------------ | ------------------- | -------------------- |
| Jercan 2' Dobrin 48' Kraus 54' | (1 – 1) Jegyzőkönyv | Albert 19' Szőke 44′ |

| Stadionul 1 Mai, Pitești Nézőszám: 22 000 Játékvezető: Botić (jugoszláv) |

| 1967. október 11. 17:15 |

| Ferencváros                                   | 4 – 0               | Argeș Pitești |
| --------------------------------------------- | ------------------- | ------------- |
| Albert 35' 65' Novák 50' (11-esből) Varga 79' | (1 – 0) Jegyzőkönyv |               |

| Népstadion, Budapest Nézőszám: 80 000 Játékvezető: Davidek (csehszlovák) |

2. forduló
| 1967. november 1. 19:00 |

| Real Zaragoza   | 2 – 1               | Ferencváros |
| --------------- | ------------------- | ----------- |
| Martínez 8' 29' | (2 – 1) Jegyzőkönyv | Szőke 31'   |

| La Romareda, Zaragoza Nézőszám: 30 000 Játékvezető: Freitas (portugál) |

| 1967. november 15. 18:00 |

| Ferencváros | 0 – 0   | Real Zaragoza |
| ----------- | ------- | ------------- |
|             | (0 – 0) |               |

| Népstadion, Budapest Nézőszám: 30 000 Játékvezető: Franz Wöhrer (osztrák) |

- A 29. percben félbeszakadt.

| 1967. november 16. 13:30 |

| Ferencváros                               | 3 – 0               | Real Zaragoza |
| ----------------------------------------- | ------------------- | ------------- |
| Novák 50' (11-esből) Varga 72' Katona 83' | (0 – 0) Jegyzőkönyv | Foncho 74′    |

| Népstadion, Budapest Nézőszám: 50 000 |

3. forduló, első mérkőzés
(folytatását lásd az 1968-as szezonnál)
| 1967. november 28. |

| Ferencváros | 1 – 0               | Liverpool FC |
| ----------- | ------------------- | ------------ |
| Katona 44'  | (1 – 0) Jegyzőkönyv |              |

| Népstadion, Budapest Nézőszám: 30 000 Játékvezető: D'Agostini (olasz) |

### NB 1 1967

#### Tavaszi fordulók
| 1. forduló 1967. március 5. |

| Ferencváros              | 3 – 1               | Diósgyőr     |
| ------------------------ | ------------------- | ------------ |
| Rákosi 54' Varga 64' 66' | (0 – 1) Jegyzőkönyv | Szurgent 31' |

| Népstadion, Budapest Nézőszám: 18 000 Játékvezető: Szegedi Barna (magyar) |

| 2. forduló 1967. március 12. |

| Pécsi Dózsa | 0 – 2               | Ferencváros               |
| ----------- | ------------------- | ------------------------- |
|             | (0 – 0) Jegyzőkönyv | Szőke 60' Branikovits 76' |

| PMFC Stadion, Pécs Nézőszám: 20 000 Játékvezető: Gere Gyula (magyar) |

| 3. forduló 1967. március 18. |

| Ferencváros                                               | 4 – 0               | Salgótarjáni BTC |
| --------------------------------------------------------- | ------------------- | ---------------- |
| Katona 11' Albert 43' Novák 50' (11-esből) 71' (11-esből) | (2 – 0) Jegyzőkönyv |                  |

| Népstadion, Budapest Nézőszám: 10 000 Játékvezető: Magyar Zoltán (magyar) |

| 4. forduló 1967. március 26. |

| Rába ETO   | 1 – 2               | Ferencváros                     |
| ---------- | ------------------- | ------------------------------- |
| Stolcz 27' | (1 – 2) Jegyzőkönyv | Albert 14' Novák 31' (11-esből) |

| Győr Nézőszám: 20 000 Játékvezető: Bíróczky János (magyar) |

| 5. forduló 1967. április 2. |

| Ferencváros                    | 2 – 1               | Tatabányai Bányász |
| ------------------------------ | ------------------- | ------------------ |
| Kovács I 77' (öngól) Novák 82' | (0 – 1) Jegyzőkönyv | Szuromi 28'        |

| Népstadion, Budapest Nézőszám: 40 000 Játékvezető: Aranyosi Lajos (magyar) |

| 6. forduló 1967. április 9. |

| Ferencváros          | 2 – 0               | Csepel SC |
| -------------------- | ------------------- | --------- |
| Rákosi 25' Varga 57' | (1 – 0) Jegyzőkönyv |           |

| Népstadion, Budapest Nézőszám: 25 000 Játékvezető: Kaposi Sándor (magyar) |

| 7. forduló 1967. április 16. |

| Újpesti Dózsa | 0 – 3               | Ferencváros                    |
| ------------- | ------------------- | ------------------------------ |
|               | (0 – 2) Jegyzőkönyv | Rákosi 5' Szőke 22' Albert 75' |

| Népstadion, Budapest Nézőszám: 70 000 Játékvezető: Ferdinand Marschall (osztrák) |

| 8. forduló 1967. április 29. |

| Ferencváros          | 2 – 0               | Haladás VSE |
| -------------------- | ------------------- | ----------- |
| Albert 75' Varga 85' | (0 – 0) Jegyzőkönyv |             |

| Hungária körút, Budapest Nézőszám: 25 000 Játékvezető: Wottava Tibor (magyar) |

| 9. forduló 1967. május 4. |

| Dunaújvárosi Kohász | 1 – 1               | Ferencváros |
| ------------------- | ------------------- | ----------- |
| Végh 35'            | (1 – 1) Jegyzőkönyv | Rákosi 44'  |

| Dunaújváros Nézőszám: 15 000 Játékvezető: Soós Gábor (magyar) |

| 10. forduló 1967. május 14. |

| Egri Dózsa               | 2 – 4               | Ferencváros                        |
| ------------------------ | ------------------- | ---------------------------------- |
| Sárközi 75' Varga M. 79' | (0 – 1) Jegyzőkönyv | Varga 41' Szőke 70' Albert 80' 85' |

| Eger Nézőszám: 18 000 Játékvezető: Kaposi Sándor (magyar) |

| 11. forduló 1967. május 17. |

| Ferencváros                                      | 4 – 2               | Komlói Bányász                |
| ------------------------------------------------ | ------------------- | ----------------------------- |
| Albert 15' 89' Rákosi 21' Novák 90+1' (11-esből) | (2 – 2) Jegyzőkönyv | Sós-Seemayer 28' Bérczesi 40' |

| Hungária körút, Budapest Nézőszám: 20 000 Játékvezető: Szilvási József (magyar) |

| 12. forduló 1967. május 28. |

| MTK | 0 – 2               | Ferencváros                                             |
| --- | ------------------- | ------------------------------------------------------- |
|     | (0 – 1) Jegyzőkönyv | Novák 15' (11-esből) Szőke 69' (11-esből) 70′ Varga 71′ |

| Népstadion, Budapest Nézőszám: 80 000 Játékvezető: Emsberger Gyula (magyar) |

| 13. forduló 1967. június 11. |

| Ferencváros   | 2 – 0               | Budapesti Honvéd |
| ------------- | ------------------- | ---------------- |
| Albert 3' 75' | (1 – 0) Jegyzőkönyv |                  |

| Népstadion, Budapest Nézőszám: 15 000 Játékvezető: Aranyosi Lajos (magyar) |

| 14. forduló 1967. június 17. |

| Vasas     | 1 – 2               | Ferencváros                     |
| --------- | ------------------- | ------------------------------- |
| Puskás 3' | (1 – 1) Jegyzőkönyv | Katona 15' Szőke 73' (11-esből) |

| Népstadion, Budapest Nézőszám: 40 000 Játékvezető: Bruno De Marchi (olasz) |

| 15. forduló 1967. június 25. |

| Ferencváros                          | 5 – 0               | SZEAC |
| ------------------------------------ | ------------------- | ----- |
| Albert 2' 9' Szőke 20' 52' Varga 22' | (4 – 0) Jegyzőkönyv |       |

| Népstadion, Budapest Nézőszám: 15 000 Játékvezető: Gere Gyula (magyar) |

#### Őszi fordulók
| 16. forduló 1967. július 30. |

| Tatabányai Bányász | 1 – 1               | Ferencváros |
| ------------------ | ------------------- | ----------- |
| Szabó 44'          | (1 – 1) Jegyzőkönyv | Albert 17'  |

| Városi Stadion, Tatabánya Nézőszám: 15 000 Játékvezető: Kaposi Sándor (magyar) |

| 17. forduló 1967. augusztus 6. |

| Ferencváros    | 2 – 0               | Rába ETO |
| -------------- | ------------------- | -------- |
| Albert 26' 60' | (1 – 0) Jegyzőkönyv |          |

| Népstadion, Budapest Nézőszám: 40 000 Játékvezető: Gere Gyula (magyar) |

| 18. forduló 1967. augusztus 13. |

| Salgótarjáni BTC | 0 – 3               | Ferencváros                              |
| ---------------- | ------------------- | ---------------------------------------- |
|                  | (0 – 2) Jegyzőkönyv | Szőke 28' Novák 34' (11-esből) Varga 78' |

| Salgótarján Nézőszám: 15 000 Játékvezető: Vízhányó László (magyar) |

| 19. forduló 1967. augusztus 20. |

| Ferencváros         | 2 – 1               | Pécsi Dózsa |
| ------------------- | ------------------- | ----------- |
| Varga 6' Albert 80' | (1 – 0) Jegyzőkönyv | Daka 63'    |

| Népstadion, Budapest Nézőszám: 28 000 Játékvezető: Müncz György (magyar) |

| 20. forduló 1967. augusztus 27. |

| Diósgyőr   | 1 – 2               | Ferencváros    |
| ---------- | ------------------- | -------------- |
| Sikora 32' | (1 – 1) Jegyzőkönyv | Albert 40' 69' |

| DVTK-stadion, Miskolc Nézőszám: 22 000 Játékvezető: Emsberger Gyula (magyar) |

| 21. forduló 1967. augusztus 31. |

| Ferencváros                           | 5 – 0               | Dunaújvárosi Kohász |
| ------------------------------------- | ------------------- | ------------------- |
| Albert 8' 19' Varga 22' Szőke 80' 84' | (3 – 0) Jegyzőkönyv |                     |

| Népstadion, Budapest Nézőszám: 35 000 Játékvezető: Schopp Károly (magyar) |

| 22. forduló 1967. szeptember 10. |

| Budapesti Honvéd | 1 – 7               | Ferencváros                                                                      |
| ---------------- | ------------------- | -------------------------------------------------------------------------------- |
| Tóth 54'         | (0 – 3) Jegyzőkönyv | Varga 7' 78' Novák 18' (11-esből) Rákosi 26' 46' Szőke 78' Albert 81' (11-esből) |

| Népstadion, Budapest Nézőszám: 30 000 Játékvezető: Bíróczky János (magyar) |

| 23. forduló 1967. szeptember 17. |

| Ferencváros          | 2 – 2               | Vasas                 |
| -------------------- | ------------------- | --------------------- |
| Albert 38' Varga 73' | (1 – 1) Jegyzőkönyv | Korsós 42' Puskás 70' |

| Népstadion, Budapest Nézőszám: 45 000 Játékvezető: Abadjian (francia) |

| 24. forduló 1967. október 1. |

| SZEAC     | 1 – 5               | Ferencváros                              |
| --------- | ------------------- | ---------------------------------------- |
| Kozma 90' | (0 – 2) Jegyzőkönyv | Fenyvesi 8' Szőke 30' 46' 74' Albert 71' |

| Szeged Nézőszám: 20 000 Játékvezető: Petri Sándor (magyar) |

| 25. forduló 1967. október 15. |

| Ferencváros                                   | 5 – 0               | MTK |
| --------------------------------------------- | ------------------- | --- |
| Rákosi 38' 64' Novák 53' Varga 81' Albert 88' | (1 – 0) Jegyzőkönyv |     |

| Népstadion, Budapest Nézőszám: 35 000 Játékvezető: Aranyosi Lajos (magyar) |

| 26. forduló 1967. október 22. |

| Komlói Bányász | 0 – 4               | Ferencváros                  |
| -------------- | ------------------- | ---------------------------- |
|                | (0 – 3) Jegyzőkönyv | Rákosi 2' Albert 30' 41' 88' |

| Komló Nézőszám: 12 000 Játékvezető: Bíróczky János (magyar) |

| 27. forduló 1967. november 6. |

| Ferencváros | 1 – 0               | Egri Dózsa |
| ----------- | ------------------- | ---------- |
| Varga       | (0 – 0) Jegyzőkönyv |            |

| Népstadion, Budapest Nézőszám: 13 000 Játékvezető: Balla Gyula (magyar) |

| 28. forduló 1967. november 12. |

| Ferencváros                     | 3 – 3               | Újpesti Dózsa                |
| ------------------------------- | ------------------- | ---------------------------- |
| Varga 5' Szőke 45' Páncsics 65' | (2 – 2) Jegyzőkönyv | Göröcs 6' Dunai 37' Bene 68' |

| Népstadion, Budapest Nézőszám: 30 000 Játékvezető: Peroni (olasz) |

| 29. forduló 1967. november 19. |

| Csepel SC                             | 3 – 2               | Ferencváros           |
| ------------------------------------- | ------------------- | --------------------- |
| Major 62' Rottenbiller 70' Kalmár 87' | (0 – 2) Jegyzőkönyv | Rákosi 20' Albert 25' |

| Béke téri stadion, Budapest Nézőszám: 12 000 Játékvezető: Aranyosi Lajos (magyar) |

| 30. forduló 1967. november 26. |

| Haladás VSE           | 2 – 1               | Ferencváros |
| --------------------- | ------------------- | ----------- |
| Szabó 28' Halmosi 30' | (2 – 1) Jegyzőkönyv | Rákosi 23'  |

| Rohonci úti stadion, Szombathely Nézőszám: 20 000 Játékvezető: Müncz György (magyar) |

#### A végeredmény
|    | Csapat               | Játszott | Gy | D  | V  | L  | K  | Gk  | Pont | Megjegyzés                       |
| -- | -------------------- | -------- | -- | -- | -- | -- | -- | --- | ---- | -------------------------------- |
| 1  | Ferencváros          | 30       | 24 | 4  | 2  | 85 | 24 | +61 | 52   | Bajnok, 1968–1969-es BEK         |
| 2  | Újpesti Dózsa        | 30       | 18 | 8  | 4  | 89 | 36 | +53 | 44   | 1968–1969-es vásárvárosok kupája |
| 3  | Győri Vasas ETO      | 30       | 14 | 11 | 5  | 68 | 37 | +31 | 39   | 1968–1969-es KEK                 |
| 4  | Vasas SC             | 30       | 16 | 6  | 8  | 71 | 37 | +34 | 38   | 1968–1969-es közép-európai kupa  |
| 5  | Tatabányai Bányász   | 30       | 9  | 11 | 10 | 39 | 36 | +3  | 29   | 1968–1969-es közép-európai kupa  |
| 6  | Bp. Honvéd SE        | 30       | 9  | 10 | 11 | 46 | 49 | -3  | 28   | 1968–1969-es közép-európai kupa  |
| 7  | Diósgyőri VTK        | 30       | 10 | 8  | 12 | 48 | 54 | -6  | 28   |                                  |
| 8  | Csepel SC            | 30       | 7  | 14 | 9  | 38 | 47 | -9  | 28   |                                  |
| 9  | Szegedi EAC          | 30       | 9  | 8  | 13 | 34 | 65 | -31 | 26   |                                  |
| 10 | MTK                  | 30       | 7  | 11 | 12 | 38 | 45 | -7  | 25   |                                  |
| 11 | Pécsi Dózsa          | 30       | 8  | 9  | 13 | 31 | 40 | -9  | 25   |                                  |
| 12 | Szombathelyi Haladás | 30       | 10 | 5  | 15 | 42 | 60 | -18 | 25   |                                  |
| 13 | Salgótarjáni BTC     | 30       | 9  | 7  | 14 | 39 | 58 | -19 | 25   |                                  |
| 14 | Dunaújvárosi Kohász  | 30       | 9  | 7  | 14 | 35 | 56 | -21 | 25   |                                  |
| 15 | Komlói Bányász       | 30       | 8  | 8  | 14 | 36 | 63 | -27 | 24   | Kiestek az NB II-be              |
| 16 | Egri Dózsa           | 30       | 6  | 7  | 17 | 35 | 67 | -32 | 19   | Kiestek az NB II-be              |

#### Eredmények összesítése
Az alábbi táblázatban összesítve szerepelnek a Ferencvárosi TC 1967-es bajnokságban elért eredményei.
| Ősz/tavasz (forduló)   | Otthon | Otthon | Otthon | Otthon | Otthon | Otthon | Otthon | Idegenben | Idegenben | Idegenben | Idegenben | Idegenben | Idegenben | Idegenben |
| Ősz/tavasz (forduló)   | M      | GY     | D      | V      | LG–KG  | GK     | P      | M         | GY        | D         | V         | LG–KG     | GK        | P         |
| ---------------------- | ------ | ------ | ------ | ------ | ------ | ------ | ------ | --------- | --------- | --------- | --------- | --------- | --------- | --------- |
| Tavaszi szezon (1–15.) | 8      | 8      | 0      | 0      | 24–4   | +20    | 16     | 7         | 6         | 1         | 0         | 16–5      | +11       | 13        |
| Őszi szezon (16–30.)   | 7      | 5      | 2      | 0      | 20–6   | +14    | 12     | 8         | 5         | 1         | 2         | 25–9      | +16       | 11        |
| Összesen (1–30.)       | 15     | 13     | 2      | 0      | 44–10  | +34    | 28     | 15        | 11        | 2         | 2         | 41–14     | +27       | 24        |

### Magyar kupa 1966
Döntő
(előzményét lásd az 1966-os szezonnál)
| 1967. április 4. |

| Rába ETO | 1 – 1 (h. u.)                     | Ferencváros |
| -------- | --------------------------------- | ----------- |
| Szaló 9' | (1 – 0, 1 – 1, 1 – 1) Jegyzőkönyv | Karába 85'  |

| Népstadion, Budapest Nézőszám: 10 000 Játékvezető: Gere Gyula (magyar) |

Megismételt döntő
| 1967. április 26. |

| Rába ETO                                | 3 – 2               | Ferencváros          |
| --------------------------------------- | ------------------- | -------------------- |
| Győrfi 20' Izsáki 67' Vajda 75' (öngól) | (1 – 1) Jegyzőkönyv | Rátkai 10' Novák 59' |

| Népstadion, Budapest Nézőszám: 17 000 Játékvezető: Emsberger Gyula (magyar) |

### Magyar kupa 1967
| 1967. június 14. |

| Székesfehérvári MÁV Előre | 3 – 4       | Ferencváros         |
| ------------------------- | ----------- | ------------------- |
|                           | Jegyzőkönyv | Rákosi Varga Albert |

| Székesfehérvár |

| 1967. július 15. |

| Schönherz SE | 0 – 13      | Ferencváros                            |
| ------------ | ----------- | -------------------------------------- |
|              | Jegyzőkönyv | Katona Szőke Rákosi Rátkai Varga Novák |

| Veszprém |

| 1967. július 19. |

| Székesfehérvári Vasas | 1 – 3       | Ferencváros      |
| --------------------- | ----------- | ---------------- |
|                       | Jegyzőkönyv | Varga Albert ög' |

| Székesfehérvár |

Nyolcaddöntő
| 1967. július 22. |

| Ferencváros       | 4 – 1       | Tatabányai Bányász |
| ----------------- | ----------- | ------------------ |
| Rátkai Albert ög' | Jegyzőkönyv |                    |

| Népstadion, Budapest |

Negyeddöntő
| 1967. július 26. |

| Csepel SC | 2 – 2 | Ferencváros  |
| --------- | ----- | ------------ |
|           |       | Albert Novák |

| Béke téri stadion, Budapest |

- A Ferencváros vendégcsapatként jutott tovább.

Elődöntő
| 1967. augusztus 2. |

| Ferencváros | 2 – 3       | Rába ETO |
| ----------- | ----------- | -------- |
| Albert      | Jegyzőkönyv |          |

| Népstadion, Budapest |

### Egyéb mérkőzések
| 1967. február 8. |

| Egyesült Arab Köztársaság válogatott | 2 – 1       | Ferencváros |
| ------------------------------------ | ----------- | ----------- |
|                                      | Jegyzőkönyv | Páncsics    |

| Kairó |

| 1967. február 13. |

| Egyesült Arab Köztársaság válogatott | 2 – 2       | Ferencváros   |
| ------------------------------------ | ----------- | ------------- |
|                                      | Jegyzőkönyv | Karába Katona |

| Kairó |

| 1967. március 15. |

| Hertha BSC | 0 – 1       | Ferencváros |
| ---------- | ----------- | ----------- |
|            | Jegyzőkönyv | Rákosi      |

| Nyugat-Berlin |

| 1967. május 2. |

| Svéd válogatott | 8 – 2       | Ferencváros |
| --------------- | ----------- | ----------- |
|                 | Jegyzőkönyv | Albert      |

| Stockholm |

| 1967. június 4. |

| Ferencváros, Vasas vegyes | 4 – 1               | Flamengo |
| ------------------------- | ------------------- | -------- |
| Albert Varga Farkas       | (4 – 1) Jegyzőkönyv |          |

| Népstadion, Budapest Nézőszám: 45 000 Játékvezető: Gere Gyula (magyar) |

| 1967. június 28. |

| FK Vojvodina | 1 – 0       | Ferencváros |
| ------------ | ----------- | ----------- |
|              | Jegyzőkönyv |             |

| Újvidék |

## Külső hivatkozások
- A csapat hivatalos honlapja (magyarul)
- Az 1967-es szezon menetrendje a tempofradi.hu-n (magyarul)